# ジョビー・アビエーション
ジョビー・アビエーション（Joby Aviation）は、エアタクシー用のeVTOLJoby S4
の開発を行っている米国のベンチャー企業。

## 概要
ジョビー・アビエーションはジョーベン・ビバートにより2009年9月11日に設立された 。同社のウェブサイトによると、初期の数年間は、電気モーター、フライトソフトウェア、リチウムイオン電池など、電気航空機のさまざまな構成部品の調査に費やされていた 。「S2」と呼ばれるジョビーの初期のコンセプトでは、翼の前縁に沿って8つの傾斜プロペラが配置され、さらに4つの傾斜プロペラがV字型の尾翼に取り付けられていた。その後、機体は6つの回転プロペラを備えた構成に移行した。
2015年までにeVTOLのサブスケールプロトタイプを運用し、2017年にはフルスケールの無人プロトタイプに移行し、2019年には量産プロトタイプに移行した。2018年に、シリーズBラウンドで1億ドルの資金調達に成功した。
2020年1月にトヨタ自動車が主導する5億9000万ドルの資金調達ラウンドを発表した。同月、カリフォルニア州マリーナのマリーナ市営空港でeVTOLを製造する計画を発表した。
2020 年後半「Uber Elevate」を買収した。
2022年1月、330 km/hで飛行するこれまでで最速のeVTOLであるする試作機を公開した。2022年2月16日、リモートで操縦されたプロトタイプが、カリフォルニア州の田舎でテスト飛行中に墜落した 。国家運輸安全委員会は、墜落とその後の火災は、飛行中の部品の故障が原因であると判断した。
2022年5月26日、米連邦航空局（FAA）から「Part 135 Air Carrier Certificate」を獲得した。Part 135 Air Carrier Certificateは、チャーター機のような小型機によるオンデマンドの不定期便を運航する会社に対する認可である。これにより、同社が事業者としてオンデマンドのエアタクシーサービスを提供する準備が整った。ジョビーがeVTOL機を利用したエアタクシーサービスを米国で開始するために必要なFAAの3つの証明のうちの1つ。残り2つは、eVTOL機の型式証明（TC）と製造証明（PC）である。ジョビーは以前より、これら3つの証明を獲得し、2024年のエアタクシーサービス開始を目標に掲げている。

## 融資
- 2018年
  - 2月1日 - ジェットブルー航空、トヨタ自動車などからシリーズBラウンドで1億ドルの資金調達に成功したと発表した。
- 2020年
  - 1月 - トヨタ自動車が主導する5億9000万ドルの資金調達ラウンドに成功した。
  - 12月 - Uberのエアタクシー部門である「Uber Elevate」を買収し、さらにUberから7500万ドルの投資を受け、ジョビー・アビエーションの資金調達総額は8億2000万ドルになった[10][11]。
- 2021年
  - 1月 - 株式公開をするため特別買収目的会社(SPAC)の設立を模索していると報道された[12]。2021年8月11日、SPACと合併し、ニューヨーク証券取引所に上場した。
- 2022年
  - 10月11日 - デルタ航空がジョビーに6000万ドルを出資すると発表[13]。デルタは開発と実用化にむけた進捗状況をみた上で、最大で2億ドルを投じる方針[13]。
- 2023年
  - 6月29日 - 韓国のSKテレコムが1億ドルを投資すると発表[14]。
- 2024年
  - 10月2日 - トヨタ自動車が5億ドル（当時レート：約730億円）を追加で出資すると発表[15]。

## テクノロジーとサービス
ジョビー・アビエーションが開発するeVTOLは、パイロット付きの4人乗りの商用eVTOLであり、最高速度320 km/hで 1回の充電で最大240 km移動することが可能である。飛行中はほぼ無音 で、離着陸時はヘリコプターと比較して100倍の静穏性を発揮するように設計されている。ジョビー・アビエーションはeVTOLの大量生産を計画しており、エアタクシーサービスを計画している。

## 歴史
- 2021年
  - 8月11日- ティッカーシンボル「JOBY」でニューヨーク証券取引所で株式の取引を開始[18]。
  - 9月- NASAと共同でジョビーが開発するeVTOL機の騒音影響などを調査するため、カリフォルニア州ビッグサーにおいて2週間のテスト飛行を実施[19]。
- 2022年
  - 1月 - 2機目の試作機について「米国連邦航空局（FAA）特別耐空証明」および「米空軍耐空証明」を取得したと発表[20]。
  - 2月15日 - ANAホールディングスと「日本における新たな運航事業の共同検討に関する覚書」を締結[21]。本覚書には、地上交通における連携等を想定し、トヨタ自動車も参加[21]。
  - 2月16日 - 遠隔操縦していた無人のプロトタイプ実験機が性能限界見極め実験中にカリフォルニア州ジョロンで墜落[22]。ジョビーは「実験的な飛行試験プログラムは機体性能の限界を見極めるべく意図的に設計されており、残念ながら事故の可能性はある」と説明している[23]。
  - 4月13日 -  韓国の通信大手SKテレコムと都市航空交通システム（UAM）の開発を共同推進するコンソーシアムと、商業化に向けた業務協約を締結[24]。
  - 5月26日 - 米連邦航空局（FAA）から「Part 135 Air Carrier Certificate」を獲得[9]。
  - 10月11日 - デルタ航空がジョビーに6000万ドル（約87億円）を出資すると発表[25]。デルタは開発と実用化にむけた進捗状況をみた上で、最大で2億ドルを投じる方針で実用化すれば、米東部ニューヨーク市と西部カリフォルニア州ロサンゼルス市でデルタの顧客を対象に空港と市内を結ぶサービスを提供を検討している[25]。
  - 10月18日 - 日本の国土交通省に型式証明の取得を申請したと発表した[26]。ジョビーの型式証明申請は米英に続き3カ国目で、日本の空飛ぶクルマの型式証明申請は2021年のスカイドライブに続き、2例目[26]。
- 2023年
  - 6月28日- トヨタ自動車は、ジョビー・アビエーションが開発中の「Joby」が、FAAから「特別耐空証明」を取得したと発表[27]。これにより、「Joby」は量産試作機として飛行テストが可能となる[27]。
  - 11月17日 - ニューヨーク市・マンハッタン上空で展示飛行を行った[28]。
  - 12月18日 - ANAホールディングスが、ジョビー・アビエーション、野村不動産との3社で、日本国内におけるeVTOL の離着陸場（バーティポート）開発に向けた共同検討に関する覚書を締結したと発表した[29]。
- 2024年
  - 2月8日 -「Part 145 Maintenance Certificate」を米連邦航空局（FAA）から取得したと発表[30]。
  - 2月9日- 推力システムの認証計画が米連邦航空局（FAA）に受理されたと発表[31][32]。
  - 2月12日 - ドバイ道路交通庁（RTA）との間で、2026年初頭までにエアタクシー・サービスを開始するための正式契約を締結し、6年間の独占権利も得たと発表[33]。
  - 2月21日 - FAAの型式証明プロセスの 5 段階のうち 3 段階を完了したと発表[34]。
  - 3月19日 - 米空軍とのAFWERX Agility Prime契約の一環としてマクディル空軍基地に2機納入すると発表[35]。
  - 4月25日 - アブダビの政府3部局と、エアタクシー・サービスの製造拠点、運航、訓練、インフラ整備などについての覚書を締結[36]。
  - 6月4日 - Xwing Inc.のAutonomy 部門を買収したと発表[37]。Xwingは、2023年4月に米連邦航空局（FAA）から大型無人航空システム（UAS）の認証を受けた最初の企業で、2024年には空軍の軍事飛行許可を受けている[37]。
  - 8月6日 - オーストラリアの民間航空安全局(CASA)へ航空機認証の申請を行ったと発表[38][39]。
  - 9月 - アラブ首長国連邦（UAE）の民間航空総局にJobyの航空運航者証明書申請を開始するための意向書を提出[40]。
  - 10月2日 - トヨタが5億ドル（当時レート：約730億円）を追加で出資すると発表[15]。トヨタの出資は2020年1月に出資した約4億ドルと合わせ、累計投資額は9億ドルとなった[15]。
  - 11月2日 - トヨタがジョビーの機体が日本で初飛行を行ったと発表[41]。
  - 11月5日 - 日本の総務省東海総合通信局は、ジョビー・アビエーションに「空飛ぶタクシー」向けの機体を遠隔操作で試験飛行するための免許を付与したと発表した[42]。
  - 12月3日 - ジョビーは、同社のフライトアカデミーが米連邦航空局（FAA）から「 Part 141 Flight Academy certificate」を取得したことに加え、「Part 5」に基づいて確立された自主的な航空業務安全管理システム（SMS）がFAAに承認されたと発表した[43]。
- 2025年
  - 4月22日 - ジョビーは、パイロットを搭乗させた状態で、垂直離陸から巡航飛行への移行、および巡航飛行から垂直着陸への逆移行を含む「完全移行飛行」に有人で成功したと発表した[44]。この成果は、同社が2025年中頃に予定しているドバイでの飛行試験や、米国連邦航空局（FAA）による型式証明取得に向けた重要な一歩と位置付けられている[44]。
  - 5月12日 - ジョビーは、同社のeVTOLを2機同時に飛行することに、初めて成功したことを発表[45]。
  - 6月30日- ジョビーはドバイで、eVTOLの初の試験飛行を実施した。現在、ドバイ国際空港（DXB）から人工島「パーム・ジュメイラ」までの所要時間は車で45分[46]。ジョビーによると、eVTOLを使えば約12分に短縮できる見込み[46]。　
  - 8月4日 - ジョビーはブレード・エア・モビリティー社（英語版）の旅客輸送事業を1億2500万ドル（当時レート：約184億円）で買収すると発表[47]。
  - 8月5日 - ANAホールディングスは、ジョビーとエアタクシー事業合弁会社設立の本格検討開始と発表[48]。